# 아프가니스탄 통일국민전선
아프가니스탄 통일국민전선(Jabhe-ye-Motahed-e-Milli)는 2007년 3월 3일, 반공 저항세력 지휘관, 구 왕족과 구 공산정권 간부 등 전현직 정계 실력자들이 폭넓게 참여해 설립한 아프가니스탄의 정치세력 연합체였다. 영문명은 United National Front of Afghanistan(UNF)이다.
지도자는 전 아프가니스탄 대통령 부르하누딘 라바니이고, 전 국방장관 모하마드 파힘, 전 하원의장 월레시 지르가, 전 부통령 유니스 카누니, 전 장교 압둘 라시드 도스툼 등이 참여했었다.
2011년 부르하누딘 라바니 대통령이 자살 폭탄테러로 암살당했고, 이후 통일국민전선은 더 이상 활동하지 않게되었다. 

## 역대 선거 결과

### 대통령 선거
| 선거명                          | 대통령 후보   | 득표수    | 득표율 | 당락 |
| ------------------------------- | ------------- | --------- | ------ | ---- |
| 2009년 아프가니스탄 대통령 선거 | 압둘라 압둘라 | 1,406,242 | 30.59% | 낙선 |